# Blowing Rock
Blowing Rock is een plaats (town) in de Amerikaanse staat North Carolina en valt bestuurlijk gezien onder Caldwell County en Watauga County.

## Demografie
Bij de volkstelling in 2000 werd het aantal inwoners vastgesteld op 1418.
In 2006 is het aantal inwoners door het United States Census Bureau geschat op 1426, een stijging van 8 (0,6%).

## Geografie
Volgens het United States Census Bureau beslaat de plaats een oppervlakte van
7,8 km², waarvan 7,7 km² land en 0,1 km² water.

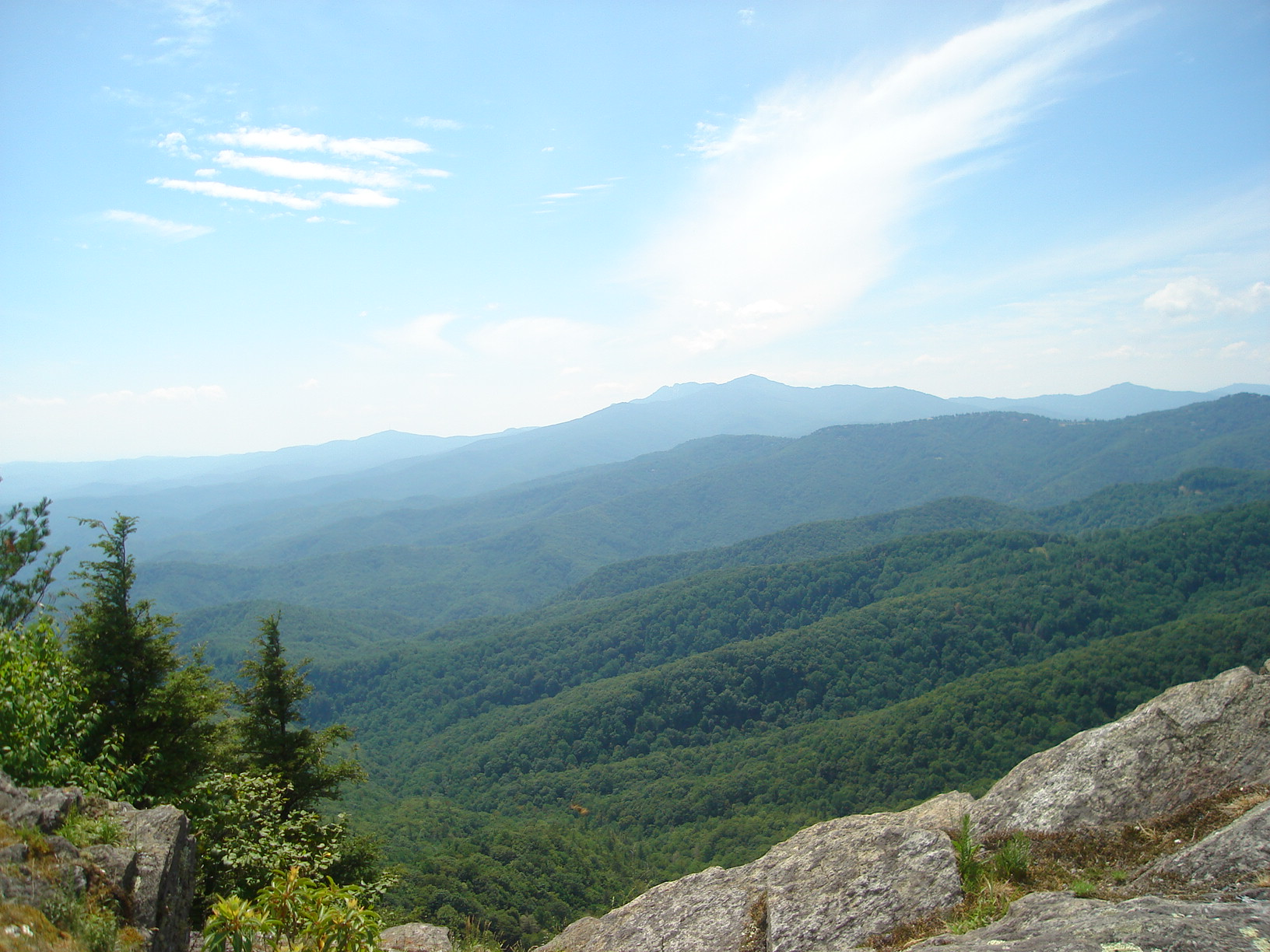
Blue Ridge Mountains gezien vanuit Blowing Rock Park
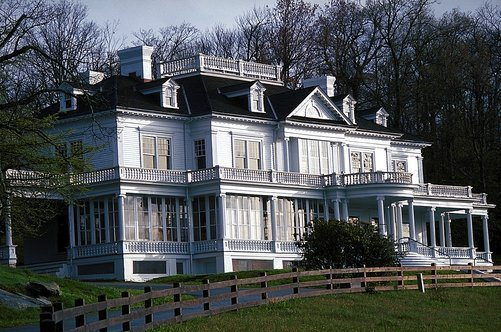
Moses Cone Estate, Moses H. Cone Park

## Plaatsen in de nabije omgeving
De onderstaande figuur toont nabijgelegen plaatsen in een straal van 20 km rond Blowing Rock.

## Geboren in Blowing Rock
- Tom Robbins (1933-2025), schrijver